# Итаперуна
Итаперуна (порт. Itaperuna) — муниципалитет в Бразилии, входит в штат Рио-де-Жанейро. Составная часть мезорегиона Северо-запад штата Рио-де-Жанейро. Входит в экономико-статистический микрорегион Итаперуна. Население составляет 92 852 человека на 2007 год. Занимает площадь 1105,566 км². Плотность населения — 84,3 чел./км².

## История
Город основан 10 мая 1889 года.

## Статистика
- Валовой внутренний продукт на 2003 год составляет 631 385 407,00 реалов (данные: Бразильский институт географии и статистики).
- Валовой внутренний продукт на душу населения на 2003 год составляет 6999,14 реалов (данные: Бразильский институт географии и статистики).
- Индекс развития человеческого потенциала на 2000 год составляет 0,787 (данные: Программа развития ООН).

## География
Климат местности: тропический. В соответствии с классификацией Кёппена, климат относится к категории Aw.